# Symplocos pycnophylla
Symplocos pycnophylla är en tvåhjärtbladig växtart som beskrevs av Herman Otto Sleumer. Symplocos pycnophylla ingår i släktet Symplocos och familjen Symplocaceae. Inga underarter finns listade i Catalogue of Life.